# Amoeba (género)
Amoeba es un género de protistas unicelulares de la familia Amoebidae que contiene cinco especies descritas. Son protozoos caracterizados por su forma cambiante, puesto que carecen de pared celular y por su movimiento ameboide a base de seudópodos, que también usan para capturar alimentos a través del proceso llamado fagocitosis. Las especies de este género viven libres en agua o en tierra, alimentándose de organismos más pequeños o de partículas en descomposición. Debido a la facilidad con que se obtienen, pueden guardarse en laboratorios, ya que son objeto común de estudio.
La especie más famosa es Ameba proteus que mide 700/800 μm de longitud, pero otras especies son mucho más pequeñas. Estas amebas poseen un solo núcleo celular, una vacuola contráctil que mantiene su presión osmótica, y vacuolas digestivas con las que procesan el alimento. Hay muchas otras especies y géneros de amebas (véase Amoebozoa y Ameboide), algunas de las cuales parasitan el intestino de los humanos o de otros animales.

## Taxonomía
Las especies del género Amoeba son organismos unicelulares que pertenecen al filo Amoebozoa y al reino Protista. Los sistemas antiguos de clasificación incluían a las amebas entre los animales. El género Amoeba fue descubierto por el naturalista alemán August Johann Rösel von Rosenhof en 1757. Los naturalistas se refirieron a las especies de Amoeba como animal de Proteo, un dios griego que cambiaba de forma y etimológicamente ameba procede del griego amoibè (αμοιβή), que significa cambio de forma. De ahí procede el nombre científico de la especie Amoeba proteus.
Por extensión, se denomina "ameba" o "amiba" a cualquier protozoo similar a los Amoeba también llamados ameboides. La especie Polychaos dubium (ameba dubia) es todavía mayor, pues mide más de un milímetro y es visible a simple vista. Al menos seis especies de este grupo son parásitos del hombre. De éstas, la más importante es Entamoeba histolytica, que causa la amebiasis o disentería amebiana. Las amebas de los géneros Chaos y Pelomyxa pueden presentar cientos de núcleos, en contraste con Amoeba, que sólo tiene uno. Las amebas de los géneros Arcella o Difflugia producen conchas o testas que les sirven de protección.

## Morfología

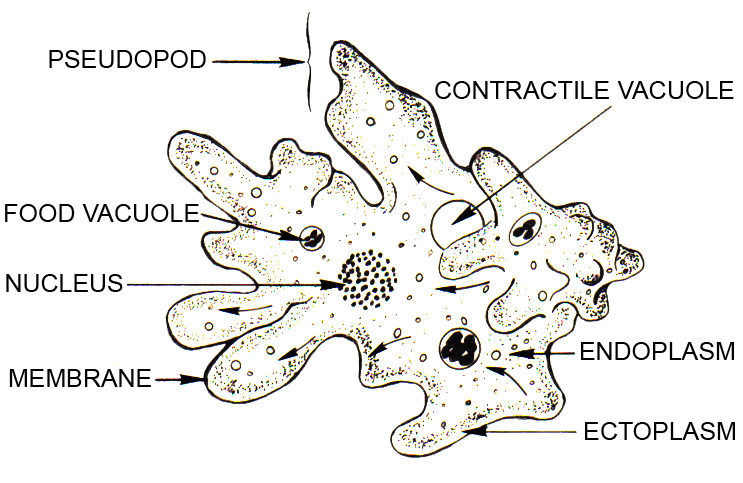
Morfología de una ameba. En el sentido de las agujas del reloj: seudópodo, vacuola contráctil, endoplasma, ectoplasma, membrana citoplasmática, núcleo y vacuola digestiva.

Las especies de Amoeba tienen la estructura típica de una célula eucariota, presentando citoplasma, núcleo y diversos orgánulos. El citoplasma se divide en una masa central granular denominada endoplasma y una capa externa más clara llamada ectoplasma. Los elementos más reconocibles en la ameba son el núcleo y la vacuola contráctil que emplea para mantener la presión osmótica. Esta vacuola recibe el agua en exceso de la célula y periódicamente se une a la membrana citoplasmática para expulsar el agua al exterior. Las vacuolas digestivas reciben el alimento una vez ingerido y lo digieren.
Las especies se desplazan extendiendo el citoplasma hacia afuera, formando prolongaciones similares a tentáculos, conocidos como seudópodos o falsos pies. Los seudópodos se utilizan también para envolver el alimento en un proceso conocido como fagocitosis.
Cuando las condiciones son desfavorables, las amebas pueden formar quistes, etapa de reposo en la que la ameba se encierra en una bola segregando una pared protectora. El quiste puede sobrevivir a condiciones ambientales mucho más duras que la ameba original. La célula permanece en estado durmiente hasta que las condiciones se vuelven más favorables. Dentro del quiste la célula se divide varias veces por mitosis, de forma que cuando el quiste se abre, salen varias amebas hijas.

## Alimentación
Al igual que otras amebas son organismos fagótrofos y se alimentan de todo tipo de microorganismos como bacterias, arqueas, protozoos, hongos unicelulares, algas unicelulares y hasta incluso animales microscópicos. La formación de seudópodos se produce como respuesta a estímulos químicos generados por microorganismos que constituyen su alimento. Un ácido secretado en la vacuola descompone este alimento en sustancias químicas solubles que son difundidas desde la cavidad al citoplasma. Por ende, es una digestión intracelular. Este proceso es conocido como fagocitosis.
El material de desecho y los restos no digeridos son eliminados a través de las vacuolas del ectoplasma, el cual también absorbe oxígeno del medio líquido en que se encuentra la ameba y elimina el dióxido de carbono originado en el metabolismo. Se trata de una forma de respiración. Tras un período de crecimiento, la ameba se reproduce por división en dos partes iguales.

## Comunicación
No tienen sistema nervioso, sino que se comunican por medio de la interacción de la membrana celular con el exterior que le rodea. Como respuesta por ejemplo a un estímulo nocivo, irritante o alimenticio, la comunicación intracelular produce una reacción de la célula completa, alejándose o acercándose al estímulo original.

## Reproducción
Las amebas maduras se multiplican asexualmente por fisión binaria, en la que el material genético se duplica por mitosis, mientras que la célula se alarga y el citoplasma se divide en dos células hijas. Cada una se queda con una copia del ADN. No se ha observado la reproducción sexual entre las amebas.

## Vídeos
|  |  |